# Château de Loch Leven
Pour les articles homonymes, voir Leven (homonyme).
Le château de Loch Leven (également orthographié Lochleven) est un château en ruine qui se dresse sur une île du Loch Leven, dans la région du Perth and Kinross en Écosse. Vraisemblablement construit vers 1300, il est assiégé durant les guerres d'indépendance de l'Écosse (1296–1357). À la fin du XIVe siècle, le château est octroyé à William Douglas, 1er comte de Douglas, et demeure dans les mains des Douglas les trois siècles suivants. Marie d'Écosse y est emprisonnée en 1567–1568 et forcée à abdiquer avant de s'évader grâce à l'aide de la famille de son geôlier. En 1588, celui-ci est fait comte de Morton et quitte le château. Il est racheté en 1675, par William Bruce à qui il sert de point de fuite pour son jardin. De nos jours, les vestiges du château sont protégés au titre de monument classé de catégorie A et appartiennent à Historic Scotland. Ils sont ouverts au public l'été et accessibles grâce à un ferry. 

## Histoire

### Débuts
Le premier château aurait été construit sur l'île en 1257, quand le roi Alexandre III, alors âgé de seize ans, y fut conduit de force par son régent. Durant la première guerre d'indépendance de l'Écosse (1296–1328), l'armée anglaise s'empara du château, voulant bénéficier de sa position stratégique entre les villes d'Édimbourg, Stirling et Perth. Certaines parties de la courtine remonteraient à cette époque et furent peut-être construites par les Anglais occupant la place. Il fut repris par les Écossais à la fin du XIIIe siècle, peut-être par les troupes de William Wallace. Les troupes anglaises l'assiégèrent de nouveau en 1301, mais la garnison fut délivrée peu de temps après par John Comyn qui rompit le siège. Le roi Robert Bruce (qui régna de 1306 à 1329) visita le château en 1313 et 1323. À sa mort, les Anglais envahirent de nouveau l'Écosse pour soutenir Edward Balliol comme prétendant au trône et assiégèrent le château de Loch Leven en 1335. Selon la chronique du XIVe siècle de Jean de Fordun, ils tentèrent d'inonder le château en construisant un barrage à la sortie du loch. Le niveau d'eau s'éleva pendant un mois, jusqu'à ce que le capitaine des troupes anglaises, John de Stirling, s'absente pour assister à la fête de sainte Marguerite d'Écosse. Les assiégés, commandés par Alan de Vipont, profitèrent de l'opportunité pour sortir du château pendant la nuit et démolir le barrage qui s'écroula en submergeant le camp anglais. Cette histoire fut cependant remise en doute par des historiens.
Le château de Loch Leven fut consolidé au XIVe ou au début du XVe siècle par l'ajout d'une maison-tour de cinq étages. Selon Historic Scotland - qui la date du XIVe siècle, cela ferait d'elle une des plus anciennes maisons-tours d'Écosse encore debout. En 1390, le roi Robert II attribua le château à Henry Douglas, mari de sa nièce Marjory. Dans le même temps, il servit également de prison d'État, Robert II y étant détenu en 1369 avant de devenir roi, de même qu'Archibald Douglas, 5e comte de Douglas durant la première moitié du XVe siècle, ou encore Patrick Graham, évêque de St Andrews, qui y mourut en captivité en 1478.

### XVIesiècle

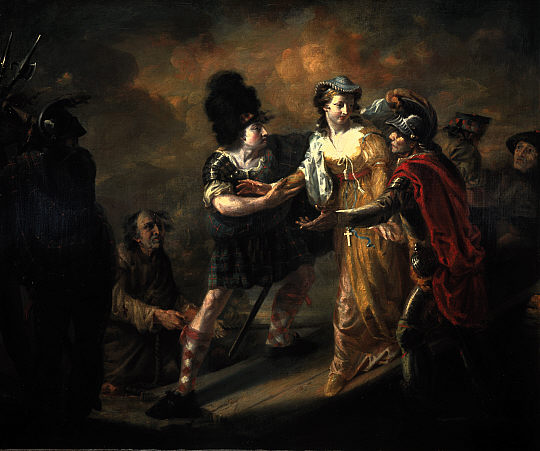
Mary, Queen of Scots Escaping from Loch Leven Castle (1805) par William Craig Shirreff.

Marie d'Écosse visita le château pour la première fois en 1565, à l'invitation de William Douglas de Lochleven, et y eut un entretien avec le prêcheur calviniste John Knox. Du 17 juin 1567 au 2 mai 1568, elle y retourna, mais en tant que captive cette fois là. Le 15 juin en effet, à la bataille de Carberry Hill, elle s'était rendue à ses nobles qui s'opposaient à son mariage avec le comte de Bothwell. Elle avait alors été conduite au château de Loch Leven et remise à la garde de William Douglas, qui l'installa durant la majeure partie de sa captivité dans la tour de Glassin. En plus de celui-ci, la maisonnée comprenait sa mère, Margaret Douglas, mère du comte de Moray, demi-frère de Marie, son frère George Douglas, ainsi qu'un jeune parent orphelin, Willie Douglas. La reine fut malade à son arrivée, et peu avant le 24 juillet fit une fausse couche des jumeaux qu'elle attendait de Bothwell. Quelques jours plus tard, elle fut contrainte d'abdiquer en faveur de son fils Jacques. Elle recouvra la santé durant l'automne et l'hiver suivants, et rallia progressivement George Douglas à sa cause. La nuit du 2 mai 1568, Willie Douglas vola les clés et fit évader Marie du château déguisée en servante. Ils traversèrent le loch à la rame jusqu'à la rive où George Douglas l'attendait en compagnie de quelques partisans, puis partirent se réfugier au château de Niddry dans le Lothian.
En 1570, le comte anglais de Northumberland y fut également détenu après l'échec du soulèvement catholique du nord. Il avait été capturé par le comte de Morton et incarcéré à Loch Leven avant d'être renvoyé en Angleterre pour y être exécuté.
En 1588, William Douglas de Lochleven devient le sixième comte de Morton. Avec le titre, il hérite de nombreuses autres propriétés incluant le château d'Aberdour dans le Fife, et délaisse peu à peu le château de Loch Leven.

### William Bruce
En 1675, la propriété fut achetée aux Douglas par William Bruce, architecte royal d'Écosse. à partir de 1686, il y construisit non loin, sur la rive du loch, la demeure de Kinross, alignant l'axe principal de la maison et du jardin sur le château au loin. Kinross fut un des premiers bâtiments de style classique construits en Écosse. Depuis cette époque, le château de Loch Leven n'a plus été utilisé comme habitation mais entretenu comme point de fuite pittoresque pour les jardins.

### Époque moderne
Le château de Loch Leven tomba en ruines au cours du XVIIIe siècle, mais celles-ci furent conservées et nettoyées en 1840. Au XVIIIe siècle, la propriété passa des Bruce à la famille Graham, qui la céda elle-même, au cours du XIXe, aux Montgomery qui occupent encore la demeure de Kinross.
En 1939, le château fut donné à l'État et est maintenant géré par Historic Scotland. Durant les mois d'été, cet organisme opère un ferry, d'une capacité de douze passagers, au départ de Kinross qui rend l'île accessible aux visites. Les ruines du château sont protégées au titre de Scheduled Ancient Monument, et des monuments classés de catégorie A, le plus haut niveau de protection pour un monument historique en Écosse.

## Architecture
Le château, et l'enceinte extérieure de laquelle il ne reste quasiment plus rien, occupaient à l'origine quasiment toute la superficie de l'île. Celle-ci, qui est désormais boisée en grande partie, a en effet été considérablement agrandie au XIXe siècle par les travaux de canalisation de la rivière Leven à la hauteur de la ville de Leven, qui ont abaissé substantiellement le niveau d'eau.

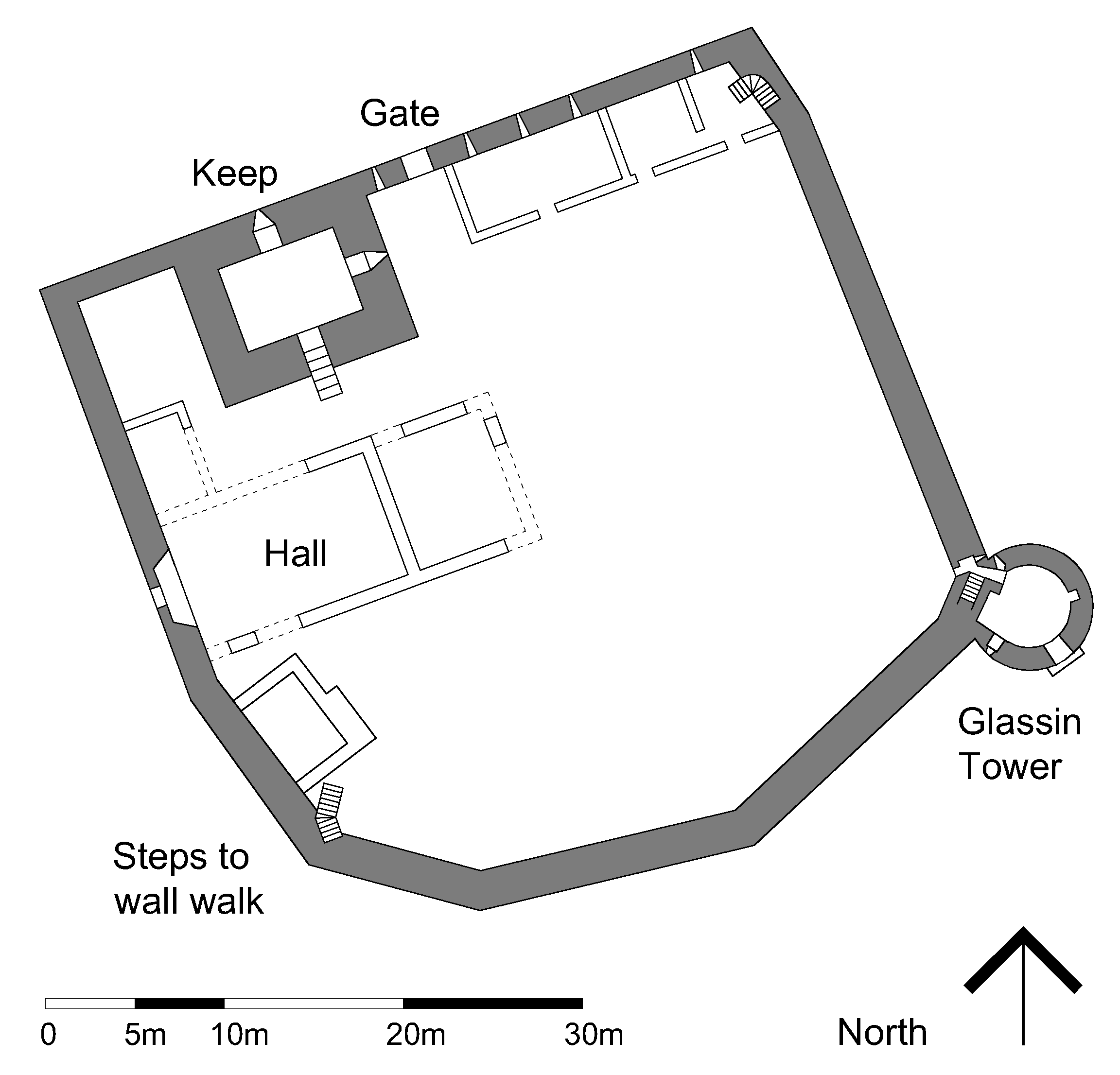
Plan du château de Loch Leven

Il est composé d'une cour rectangulaire entourée d'une courtine, avec une maison-tour à un coin et la tour ronde de Glassin à l'opposé. Les fondations de bâtiments démolis subsistent de deux côtés de la cour. De l'enceinte extérieur, il ne reste qu'un talus de terre, les seuls murs encore visibles étant les ruines d'un ancien fournil.

### Maison-tour

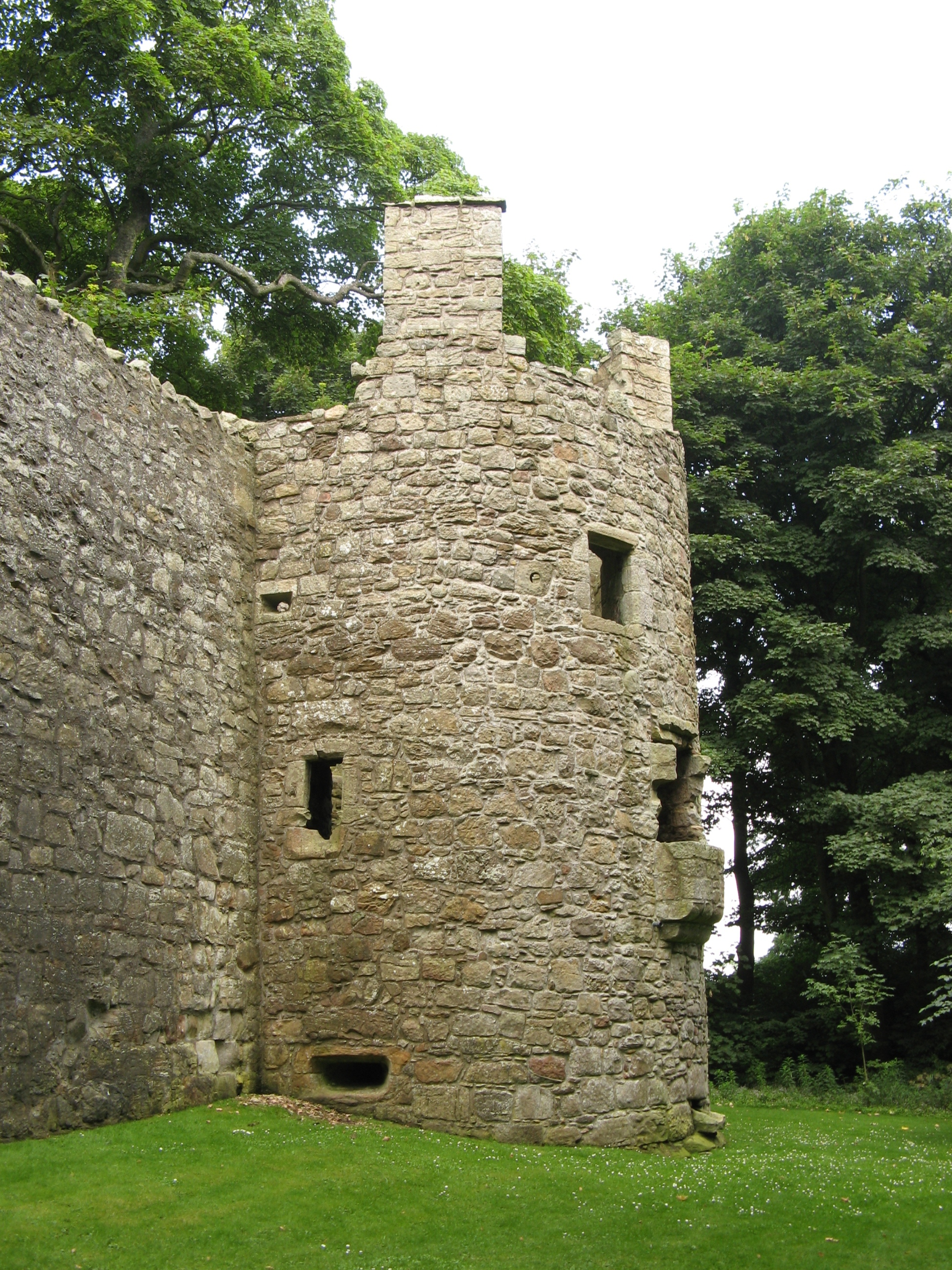
La tour de Glassin

La maison-tour, qui fait office de donjon, se situe à l'angle ouest des murailles et mesure 36,5 × 31,5 m. Elle possédait cinq étages à l'origine, mais n'a désormais plus de plancher, le toit s'étant écroulé. Le niveau inférieur est une cave voutée, surmontée d'une cuisine, voutée elle aussi. La pièce principale était à l'étage supérieur, reliée aux chambres par un escalier en spiral.

### Tour de Glassin
La tour de Glassin est une tour ronde, ajoutée au coin sud-est de l'ancienne courtine durant le XVIe siècle. Elle possède une cave voutée, défendue par une meurtrière et est surmontée de deux étages, avec un oriel au premier.

### Découvertes archéologiques
En 1995, des fouilles mirent au jour le fondement et deux marches en pierre d'un escalier qui donnait accès à la grande salle de la tour. Des poteries du XVIe siècle ainsi que des os d'animaux furent également découverts dans 0,75 m de décombres près du seuil.